# Jordanoleiopus quadriflavomaculatus
Jordanoleiopus quadriflavomaculatus là một loài bọ cánh cứng trong họ Cerambycidae.